# Devils’ Line
Devils' Line (jap. デビルズライン) ist eine Manga-Serie von Ryo Hanada. Sie erschien von 2013 bis 2018 in Japan und wurde als Anime-Fernsehserie adaptiert. Das Werk ist in die Genres Fantasy und Drama einzuordnen.

## Inhalt
Als die Studentin Tsukasa Taira eines Abends mit ihrem Kommilitonen Shota Akimura nach Hause geht, werden sie von einem Dämonen verfolgt. In der Stadt gab es immer wieder Morde an Frauen, bei denen ein Dämon in Verdacht steht. Doch der Fremde stellt sich als Ermittler Yūki Anzai heraus, der als Halbdämon seine Fähigkeiten zur Dämonenjagd nutzt. Shota wird von ihm festgenommen, da es sich bei ihm um einen Dämonen handelt und er der Mordserie verdächtigt wird. Die gerettete Tsukasa bringt Anzai nach Hause. Dort fällt er überraschend über sie her, kann sich dank seiner Medikamente aber doch zurückhalten. Denn auch Anzai muss seinen Blutdurst im Zaum halten, wie die anderen Dämonen die friedlich zwischen Menschen leben wollen.
Später trifft Tsukasa wieder auf Anzai und lernt, dass es manchen Dämonen gelingt dank Medikamenten zwischen Menschen zu leben. Ihr Retter besucht sie von da an immer wieder – um über sie zu wachen, wie er sagt.

## Veröffentlichung
Der Manga erschien von März 2013 bis Dezember 2018 im Magazin Morning two beim Verlag Kodansha. Dieser brachte die Kapitel auch gesammelt in 14 Bänden heraus. Der 13. Band verkaufte sich über 35.000 Mal.
Eine deutsche Übersetzung der Serie erschien von Mai 2019 bis Juli 2021 bei Kazé Deutschland mit allen 14 Bänden. Eine englische Fassung erscheint bei Vertical, eine französische bei Kana, eine spanische bei Editorial Ivréa und eine chinesische bei Tong Li Publishing.

## Animeserie
Beim Studio Platinum Vision entstand 2018 unter der Regie von Hideaki Nakano eine Animeserie zum Manga. Das Konzept stammt von Ayumu Hisao und Kenji Konuta. Das Charakterdesign entwarf Chisato Kawaguchi und die künstlerische Leitung lag bei Masaki Mayuzumi. Die verantwortlichen Produzenten waren Kazumi Saito, Kisara Takahashi und Yoshihiko Yamazaki.
Die 12 Folgen mit je 25 Minuten Laufzeit wurden erstmals vom 7. April bis 23. Juni 2018 von den Sendern BS11, Tokyo MX, AT-X, Sun TV und KBS Kyōto in Japan gezeigt. Die Plattform Hidive veröffentlichte den Anime online mit Untertiteln in mehreren Sprachen. Eine deutsche Synchronfassung erschien ab März 2019 bei Universum Anime auf DVD, Sentai Filmworks veröffentlichte eine englische Synchronisation.

### Synchronisation
| Rolle         | japanischer Sprecher (Seiyū) | deutscher Sprecher |
| ------------- | ---------------------------- | ------------------ |
| Yūki Anzai    | Yoshitsugu Matsuoka          | Felix Strüven      |
| Tsukasa Taira | Yui Ishikawa                 | Muriel Bielenberg  |

### Musik
Die Musik der Serie wurde komponiert von Kana Shibue. Für den Vorspann wurde das Lied Eclipse von Shōta Aoi verwendet und der Abspann ist mit Sotto Toketeyuku Yō ni von Mamoru Miyano unterlegt.